# Église Sainte-Osmane de Sainte-Osmane
L'église Sainte-Osmane est une église catholique située à Sainte-Osmane, en France.

## Localisation
L'église est située dans le département français de la Sarthe, dans le bourg de Sainte-Osmane.

## Architecture
L'édifice est inscrit au titre des monuments historiques depuis le 16 février 1926.